# 1919 no cinema

## Eventos
- 5 de fevereiro - Charlie Chaplin, Mary Pickford, Douglas Fairbanks r D.W. Griffith fundam a United Artists
- Oscar Micheaux estreia The Homesteader, pioneiro filme afro-americano, produzido e dirigido por sua companhia.
- Harold Lloyd inicia a pré-estréia de seus filmes e os modifica baseado na análise da reação da audiência, uma técnica utilizada até os dias atuais.
- A tecnologia Tri-Ergon de filme sonoro é desenvolvida por três inventores alemães: Josef Engl, Hans Vogt, e Joseph Massole, 6 anos antes de o cinema sonoro ser introduzido.
- 9 de novembro - Otto Messmer e Pat Sullivan criam o personagem Gato Félix para o desenho animado Feline Follies.

## Principais filmes estreados
- A Day's Pleasure
- A Rosa do Adro
- Broken Blossoms
- Der Knabe in Blau
- Exemplo Regenerador
- The Professor
- Sunnyside
- A Society Exile

## Nascimentos
| Data            | Nome               | Profissão                 | Nacionalidade            | Observações                               | Ref |
| --------------- | ------------------ | ------------------------- | ------------------------ | ----------------------------------------- | --- |
| 13 de janeiro   | Robert Stack       | ator                      | Estados Unidos           | m. 2003                                   |     |
| 3 de fevereiro  | Mara Rúbia         | atriz                     | Brasil                   | m. 1991                                   |     |
| 5 de fevereiro  | Tim Holt           | ator                      | Estados Unidos           | m. 1973                                   |     |
| 11 de fevereiro | Eva Gabor          | atriz                     | Hungria / Estados Unidos | m. 1995                                   |     |
| 18 de fevereiro | Jack Palance       | atriz                     | Estados Unidos           | m. 2006                                   |     |
| 2 de Março      | Jennifer Jones     | atriz                     | Estados Unidos           | m. 2009                                   |     |
| 21 de março     | Ruy Furtado        | ator                      | Portugal                 | m. 1991                                   |     |
| 29 de março     | Eileen Heckart     | atriz                     | Estados Unidos           | m. 2001                                   |     |
| 6 de abril      | Caren Marsh Doll   | atriz e dançarina         | Estados Unidos           |                                           |     |
| 29 de abril     | Gérard Oury        | cineasta, ator e produtor | França                   | m. 2006                                   |     |
| 25 de maio      | Curado Ribeiro     | ator                      | Portugal                 | m. 1995                                   |     |
| 8 de junho      | Monte Hale         | ator                      | Estados Unidos           | m. 2009                                   |     |
| 14 de julho     | Lino Ventura       | ator                      | França                   | m. 1987                                   |     |
| 8 de agosto     | Dino De Laurentiis | produtor                  | Itália                   | m. 2011                                   |     |
| 5 de outubro    | Donald Pleasence   | ator                      | Reino Unido              | m. 1995                                   |     |
| 4 de novembro   | Martin Balsam      | ator                      | Estados Unidos           | m. 1996                                   |     |
| 19 de novembro  | Gillo Pontecorvo   | cineasta                  | Itália                   | m. 2006                                   |     |
| 11 de dezembro  | Marie Windsor      | atriz                     | Estados Unidos           | m. 2000 - Chamada "A Rainha dos filmes B" |     |

## Mortes
| Data | Nome | Profissão | Nacionalidade | Observações | Ref |
| ---- | ---- | --------- | ------------- | ----------- | --- |